# Iksal
Iksal (hebrejsky אכסאל nebo איכסאל , arabsky إكسال, v oficiálním přepisu do angličtiny Iksal) je místní rada (malé město) v Izraeli, v Severním distriktu.

## Geografie
Leží v nadmořské výšce 157 metrů v Dolní Galileji, v Jizre'elském údolí, respektive jeho severovýchodní části nazývané Bik'at Ksulot. Leží na úpatí pohoří Harej Nacrat (Nazaretské hory), které se k městu přibližuje na severní straně vrcholem Har Ksulot. Z těchto hor sem sestupuje od města Nazaret Ilit vodní tok Nachal Tavor.
Iksal se nachází cca 3 kilometry jihovýchodně od centra Nazaretu, do jehož aglomerace spadá. Město leží cca 85 kilometrů severovýchodně od centra Tel Avivu a cca 35 kilometrů jihovýchodně od centra Haify, v hustě osídleném a zemědělsky intenzivně využívaném pásu, přičemž osídlení v tomto regionu je etnicky smíšené. Vlastní Iksal je osídlen izraelskými Araby. Arabská jsou i některá další sídla v aglomeraci Nazaretu, která ale obsahuje i židovská města (Nazaret Illit). Jižně od Iksalu pak začíná region Jizre'elského údolí s demografickou převahou židů.
Město je na dopravní síť napojeno pomocí severojižní osy dálnice číslo 60, která vede na sever estakádou do kopců u Nazaretu a na jih k městu Afula.

## Dějiny

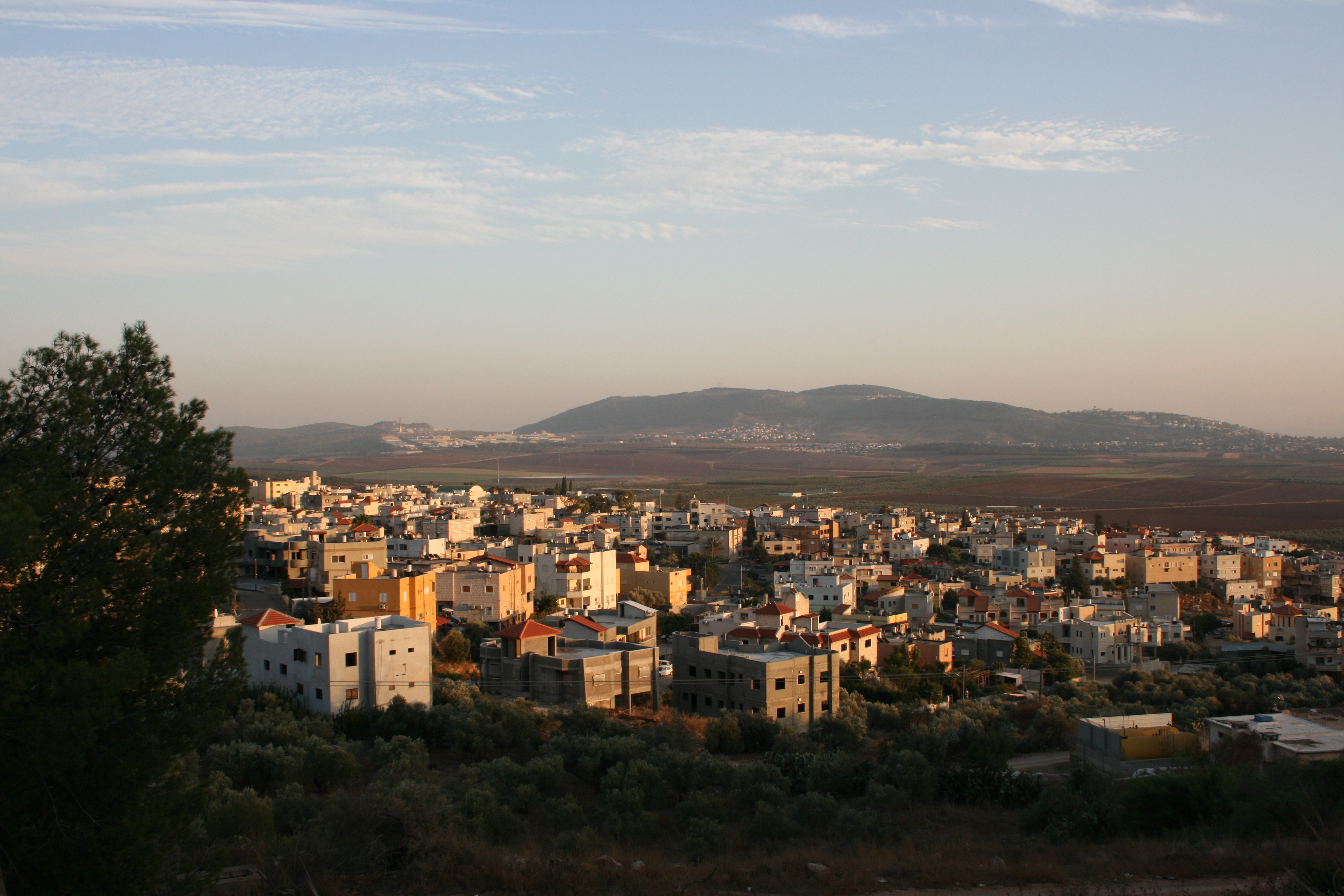
Celkový pohled na Iksal směrem k jihozápadu

Iksal vznikl v 18. století. Jméno obce ale navazuje na biblickou lokalitu nazývanou Kislót nebo Kesulót, zmiňovanou v Knize Jozue 19,18. Francouzský cestovatel Victor Guérin koncem 19. století popisuje Iksal jako vesnici se 400 muslimskými obyvateli.
Iksal byl stejně jako celá oblast jižní Galileje dobyt izraelskou armádou během války za nezávislost v létě roku 1948. Obyvatelstvo nebylo na rozdíl od mnoha jiných arabských vesnic dobytých Izraelem vysídleno a obec si zachovala svůj arabský ráz. Později byla vesnice povýšena na místní radu (malé město). V Iksalu v současnosti působí dvě základní školy a jedna střední škola.

## Demografie
Iksal je etnicky zcela arabské město. Podle údajů z roku 2005 tvořili arabsky mluvící muslimové 99,9 % obyvatelstva. Jde o středně velké sídlo městského charakteru, třebaže zejména na okrajích obce je zástavba spíše vesnického typu. K 31. prosinci 2017 zde žilo 14 200 lidí.
| Rok            | 1912 | 1922 | 1931 | 1945  | 1955  | 1961  | 1972  | 1980  | 1983  | 1990  | 1993  | 1994  | 1995  | 1996  | 1997  | 1998  | 1999  | 2000  |
| -------------- | ---- | ---- | ---- | ----- | ----- | ----- | ----- | ----- | ----- | ----- | ----- | ----- | ----- | ----- | ----- | ----- | ----- | ----- |
| Počet obyvatel | 521  | 261  | 752  | 1 110 | 1 700 | 2 200 | 3 700 | 5 400 | 5 400 | 6 900 | 7 600 | 7 900 | 8 300 | 8 500 | 8 800 | 9 100 | 9 400 | 9 700 |

| Rok            | 2001   | 2002   | 2003   | 2004   | 2005   | 2006   | 2007   | 2008   | 2009   | 2010   | 2011   | 2012   | 2013   | 2014   | 2015   | 2016   | 2017   |
| -------------- | ------ | ------ | ------ | ------ | ------ | ------ | ------ | ------ | ------ | ------ | ------ | ------ | ------ | ------ | ------ | ------ | ------ |
| Počet obyvatel | 10 000 | 10 300 | 10 600 | 11 000 | 11 200 | 11 500 | 11 800 | 12 157 | 12 144 | 12 400 | 12 700 | 13 000 | 13 100 | 13 400 | 13 700 | 14 000 | 14 200 |